# Ильзак
Ильза́к (фр. Illzach) — коммуна на северо-востоке Франции в регионе Гранд-Эст (бывший Эльзас — Шампань — Арденны — Лотарингия), департамент Верхний Рейн, округ Мюлуз, кантон Мюлуз-3. До марта 2015 года коммуна являлась административным центром одноимённого упразднённого кантона (округ Мюлуз).
Площадь коммуны — 7,5 км², население — 15 015 человек (2006) с тенденцией к стабилизации: 14 812 человек (2012), плотность населения — 1975,0 чел/км².

## Население
Численность населения коммуны в 2011 году составляла 14 679 человек, а в 2012 году — 14 812 человек.
| 1962  | 1968   | 1975   | 1982   | 1990   | 1999   | 2006   | 2011   | 2012   |
| ----- | ------ | ------ | ------ | ------ | ------ | ------ | ------ | ------ |
| 6 688 | 10 575 | 14 988 | 15 396 | 15 485 | 14 947 | 15 015 | 14 679 | 14 812 |

Динамика населения:

## Экономика
В 2010 году из 9561 человек трудоспособного возраста (от 15 до 64 лет) 7056 были экономически активными, 2505 — неактивными (показатель активности 73,8 %, в 1999 году — 71,6 %). Из 7056 активных трудоспособных жителей работали 6025 человек (3193 мужчины и 2832 женщины), 1031 числились безработными (498 мужчин и 533 женщины). Среди 2505 трудоспособных неактивных граждан 837 были учениками либо студентами, 785 — пенсионерами, а ещё 883 — были неактивны в силу других причин.
На протяжении 2011 года в коммуне числилось 6039 облагаемых налогом домохозяйств, в которых проживало 14 607 человек. При этом медиана доходов составила 17 847 евро на одного налогоплательщика.

## Достопримечательности (фотогалерея)

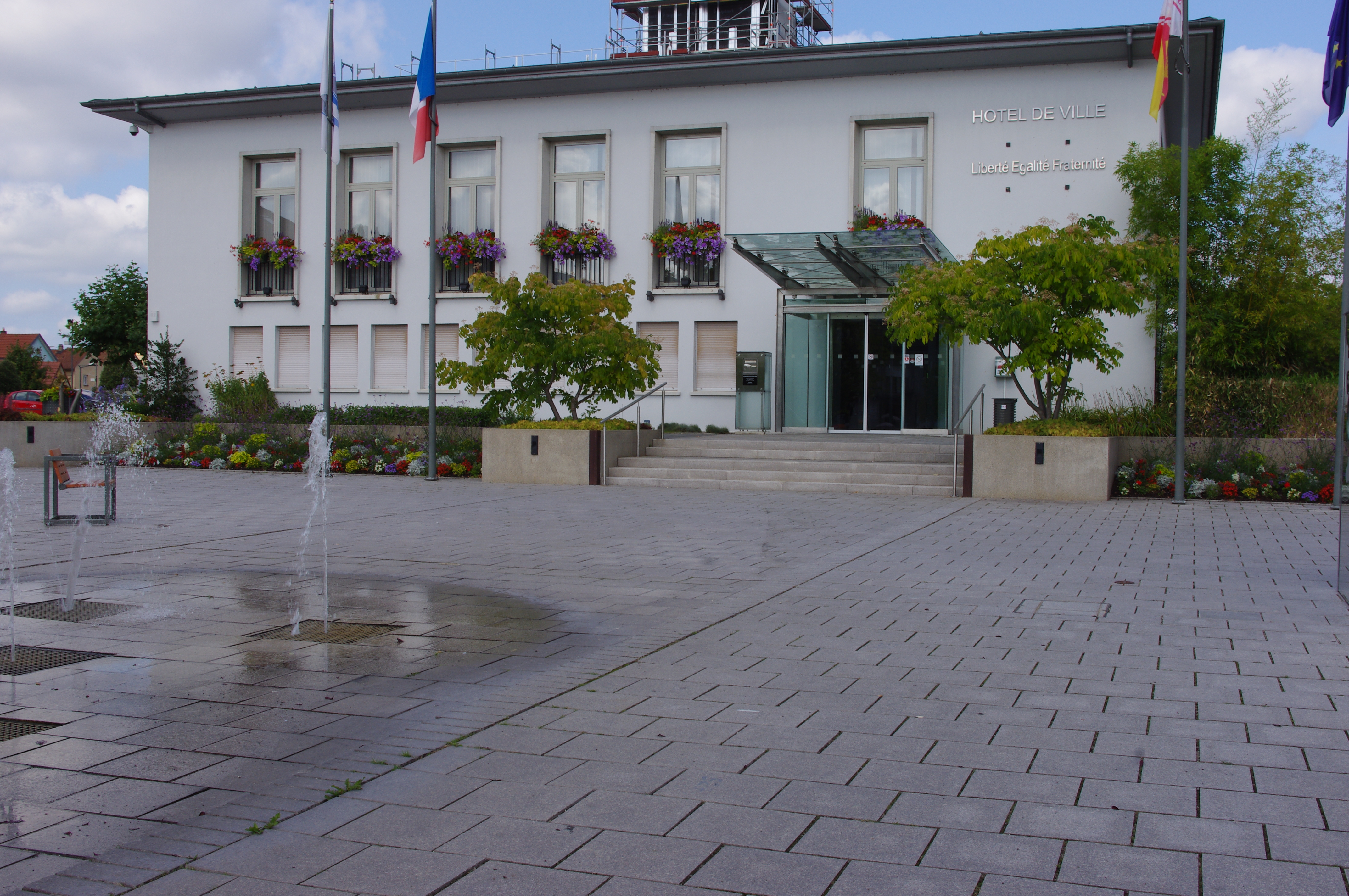
Отель
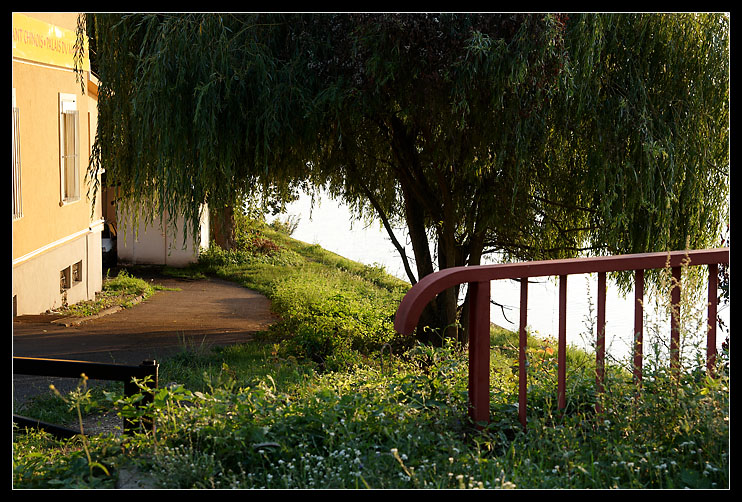
На берегу канала
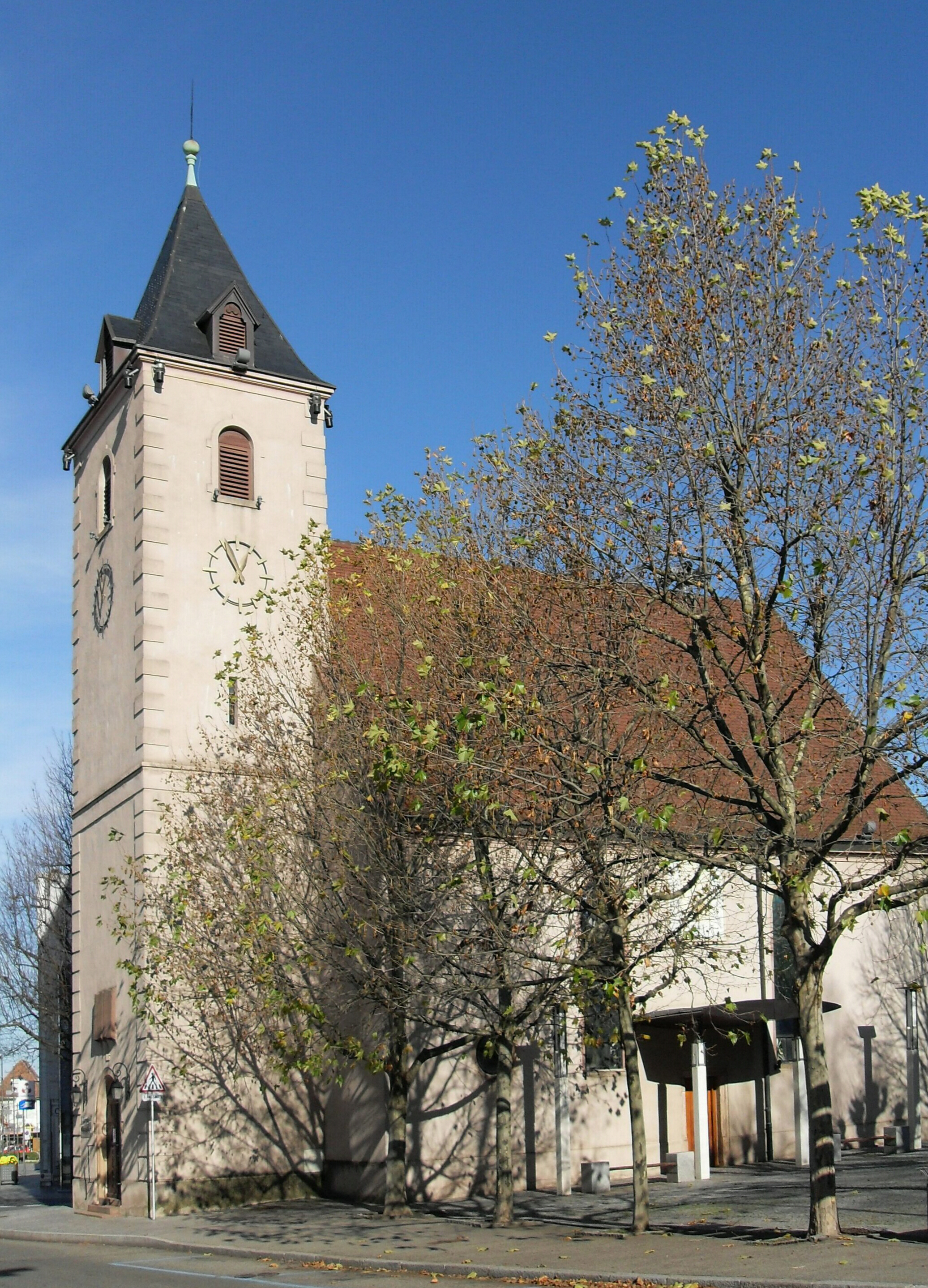
Протестантская церковь